# Ribeira do Murtigão
A Ribeira do Murtigão ou Ribeira do Murtigão é um curso de água português, localizado nos Municípios de Moura e Barrancos. Nasce da confluência de dois ribeiros na fronteira entre Espanha e Portugal, município espanhol de Aroche e freguesia de Santo Aleixo da Restauração. Desagua no Rio Ardila.